# Wildkaninchen
Das Wildkaninchen (Oryctolagus cuniculus) ist die einzige Art in der Gattung Altweltliche Kaninchen (Oryctolagus) innerhalb der Familie der Hasen (Leporidae). Es ist die Stammform aller im deutschen Sprachraum bekannten Hauskaninchen.

## Merkmale

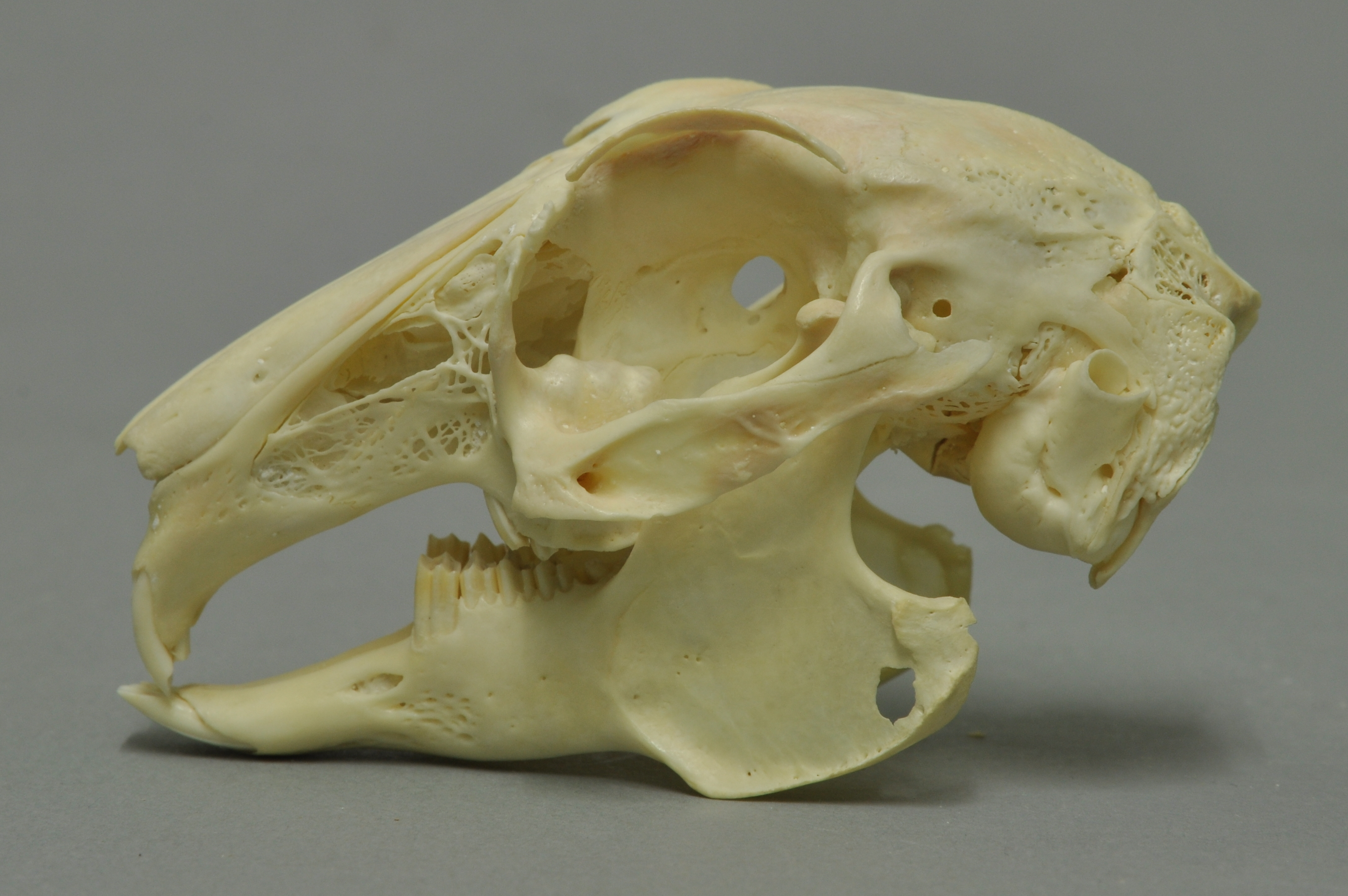
Schädel (Sammlung Museum Wiesbaden)

Wildkaninchen haben ein graubraunes Fell. Im Nackenbereich ist es braun bis rostrot gefärbt. Im Gegensatz zum Feldhasen hat das Wildkaninchen relativ kurze Ohren (Löffel, 6–8 cm), ist deutlich zierlicher (1,3 bis 2,2 kg) und hat kürzere Hinterbeine. Die Kopf-Rumpf-Länge liegt zwischen 35 und 45 Zentimetern, der Schwanz (Blume) wird vier bis sieben Zentimeter lang.

## Verbreitung

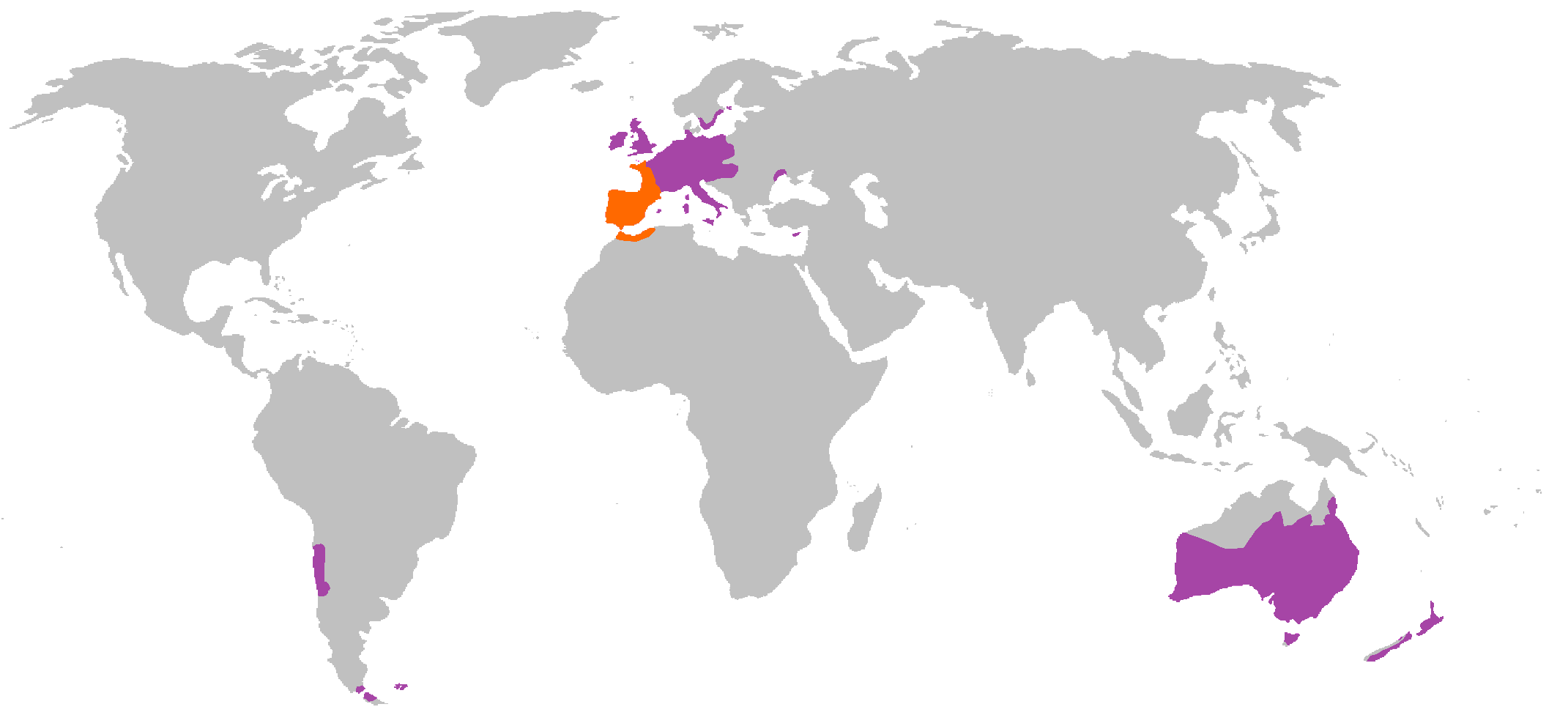
Verbreitungsgebiet des Wildkaninchens: orange = ursprüngliche Verbreitung, magenta = durch den Menschen eingeführt

Die ursprüngliche Verbreitung des Wildkaninchens nach dem Ende der Weichsel-Kaltzeit beschränkte sich auf den größten Teil der Iberischen Halbinsel, Südfrankreich und Nordafrika. So leitet sich der Name Spanien vom Phönizischen ab und bedeutet eigentlich „Land der Schliefer“, weil die Phönizier die dort heimischen Kaninchen nicht kannten und sie mit dem Wort für die ihnen aus ihrer Heimat bekannten Schliefer bezeichneten. Seit der Antike wurde es in Italien und Westeuropa eingebürgert, im Mittelalter wurde es nach Frankreich und auf die Britischen Inseln gebracht, in der frühen Neuzeit nach Deutschland, 1934 auf die Insel Sweti Iwan in Bulgarien sowie auf viele weitere Inseln in allen Ozeanen.
Heute lebt die Art in ganz Europa außer im mittleren und nördlichen Skandinavien und Island. Im 18. und 19. Jahrhundert wurden Kaninchen in Australien (1788 und 1859) und Neuseeland ausgesetzt. Darüber hinaus wurden sie in Südafrika und Nordamerika eingebürgert sowie Mitte des 20. Jahrhunderts auch in Südamerika, nach mehreren erfolglosen Versuchen seit Mitte des 19. Jahrhunderts. Außerdem lebt es auf zahlreichen Inseln des Pazifik, vor der afrikanischen Küste und in der Karibik.  Die Art zählt zu den 100 gefährlichsten Neobiota weltweit.

## Lebensweise

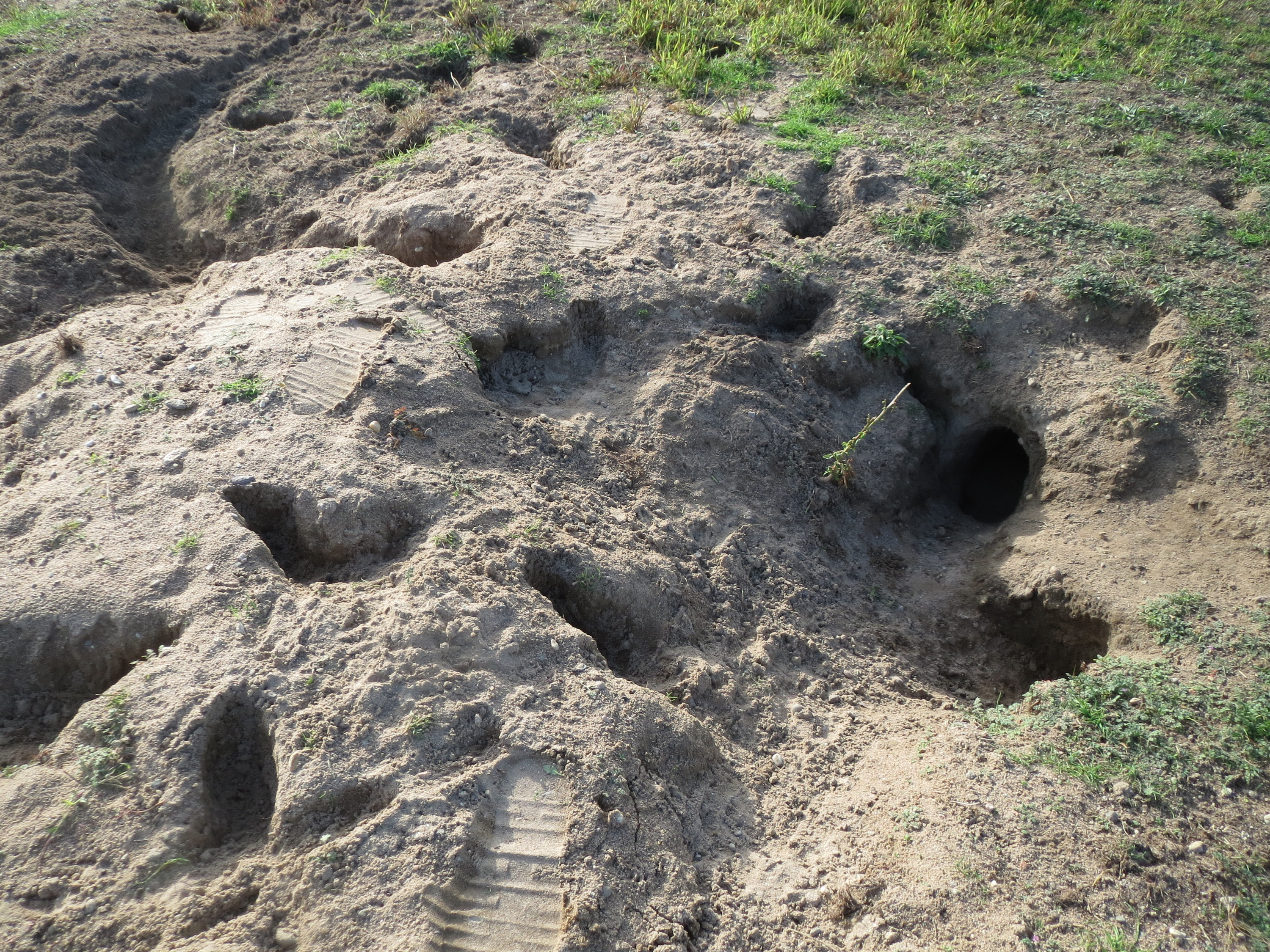
Eingänge zu einem Kaninchenbau

Wildkaninchen leben gesellig in mehr oder weniger großen Kolonien. Sie legen unterirdische Baue vorzugsweise in sandigem, lockerem Boden an, weshalb von Menschen aufgeschüttete Erdwälle häufig als Grundlage für die Baue genutzt werden. Die Gänge können bis zu drei Meter tief in die Erde hineinreichen und 45 Meter lang sein. Kaninchen sind dämmerungsaktive Tiere, manchmal kann man sie allerdings beim Sonnenbaden am frühen Morgen, in Städten, wo sie als Kulturfolger leben, auch tagsüber beobachten. Bei Gefahr können Kaninchen mit den Hinterläufen weithin vernehmbar auf die Erde klopfen, sie „trommeln“. Mit diesem Klopfen signalisieren sie ihren Artgenossen eine drohende Gefahr. Bei Schmerz oder großer Angst können sie schrille langgezogene Schreie ausstoßen.

### Ernährung

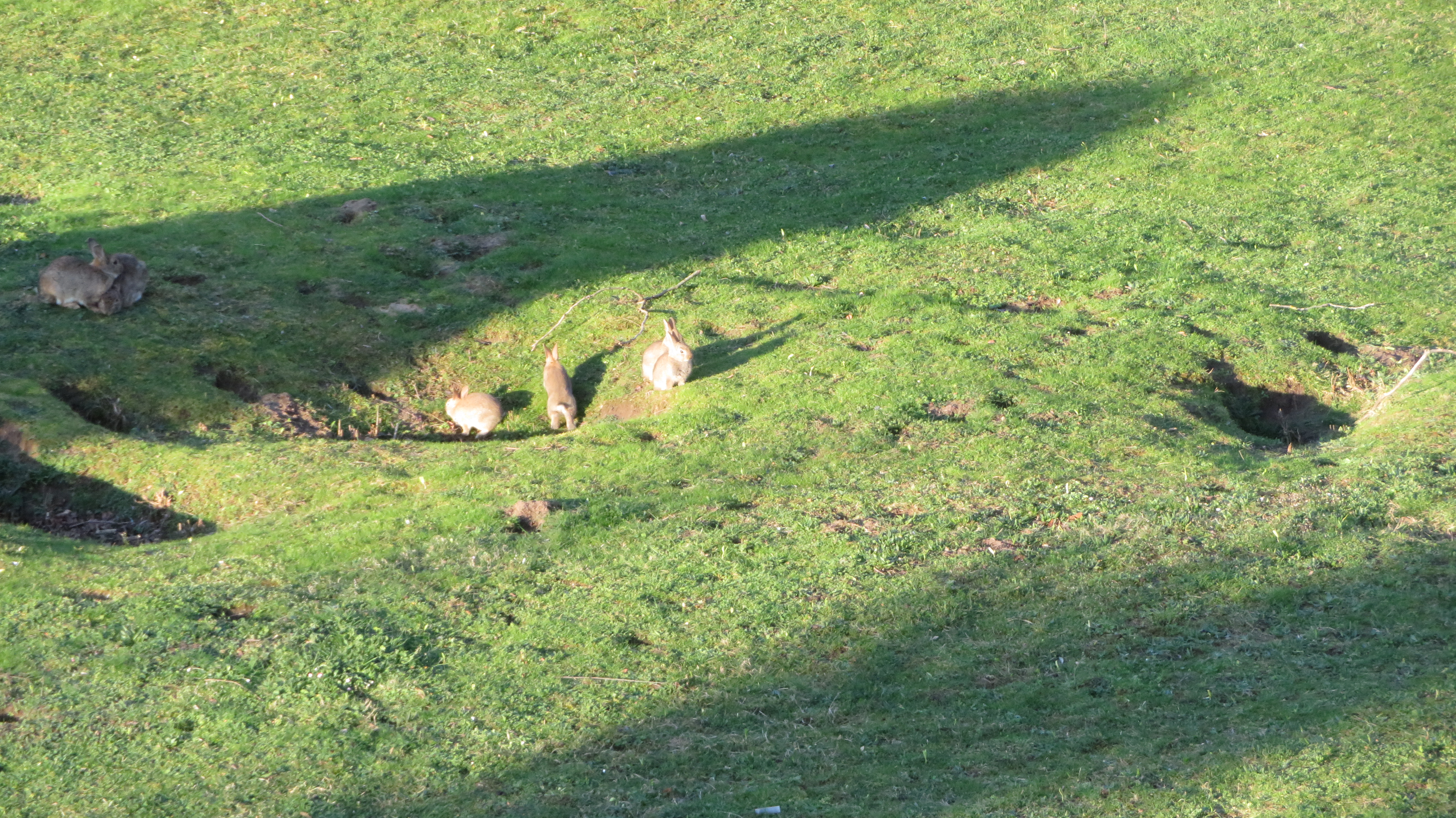
Im Frühjahr folgen die Jungtiere den Elterntieren aus dem Bau. Links im Bild: die Elterntiere bei der sozialen Körperpflege

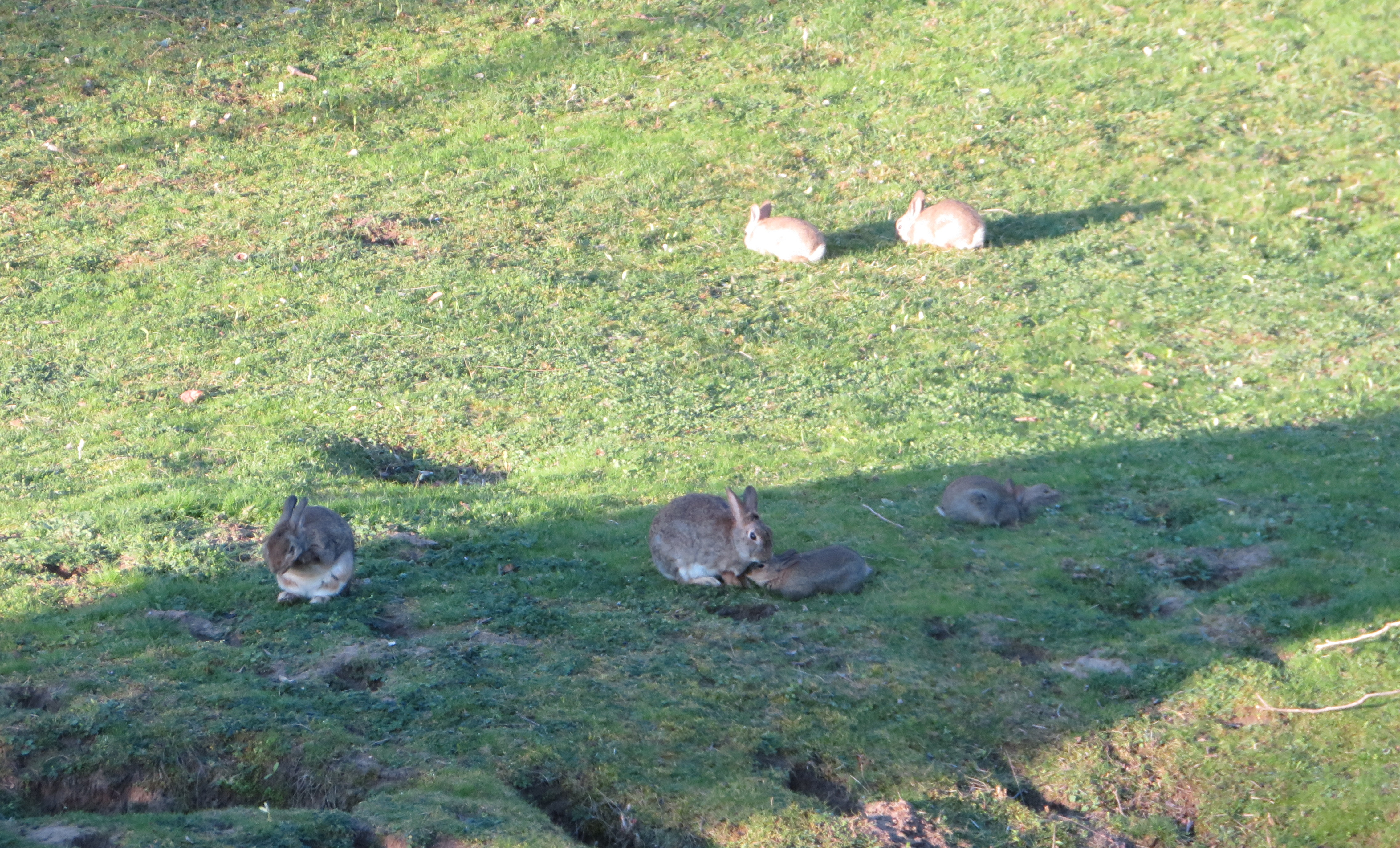
Soziale Körperpflege bei einem Jungtier: Reinigen der Augenregion

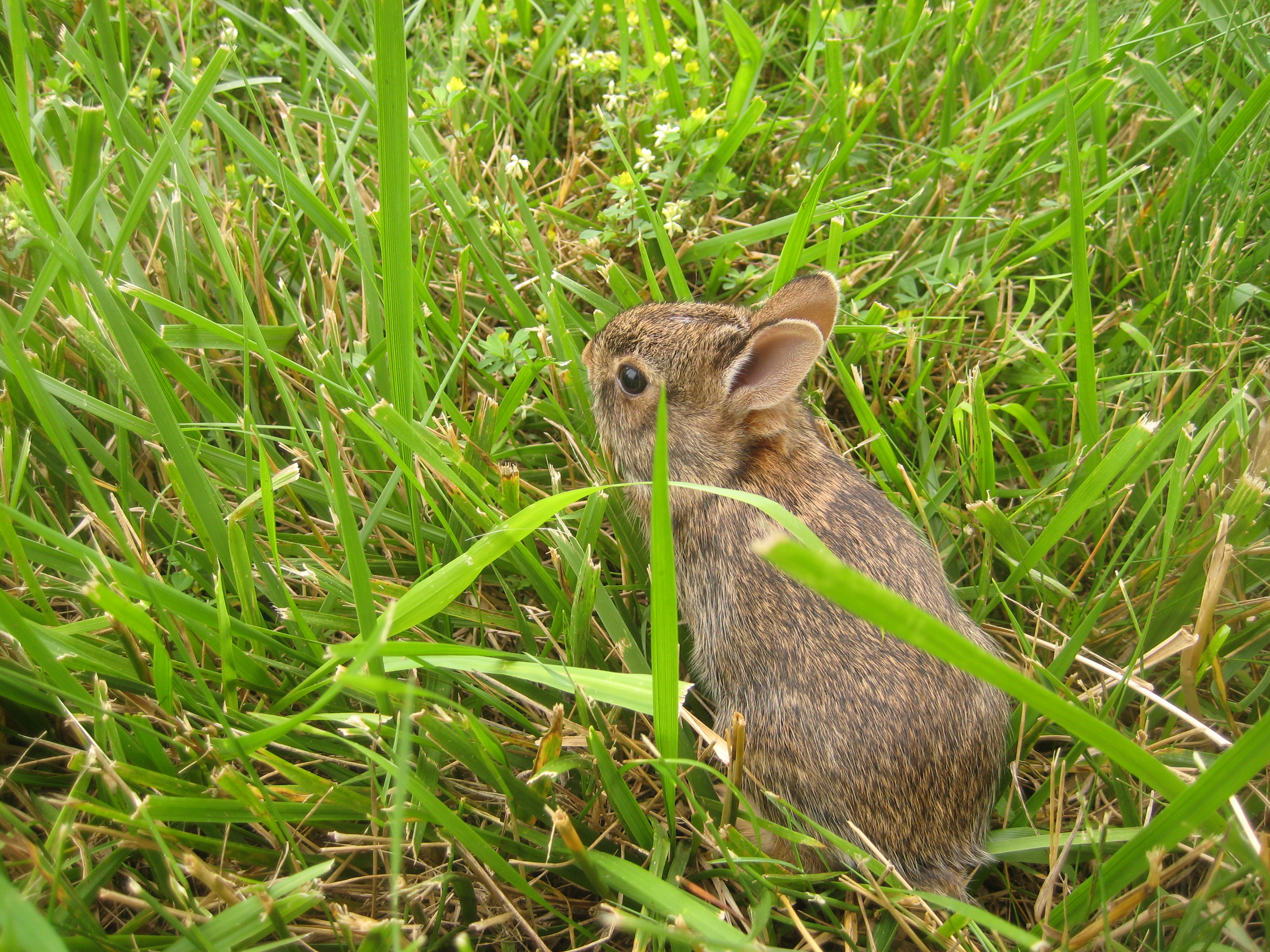
Junges Wildkaninchen erkundet die Nahrungsressourcen der Umgebung

Wildkaninchen sind Pflanzenfresser, die sich vorwiegend von Gräsern, Kräutern und Blättern ernähren. Gelegentlich verzehren sie auch Rinde und Zweige.
Der Dünndarm der Kaninchen erreicht eine Länge von etwa 3 bis 3,5 Metern. Aufgenommene Nahrung wird nicht nur im Magen, sondern vor allem in dem sehr großen Blinddarm (Caecum) gespeichert. Da Kaninchen – wie alle anderen Säugetiere – keine cellulosespaltenden Enzyme produzieren, werden die schwerverdaulichen Pflanzenbestandteile vor allem im Blinddarm durch die Darmflora fermentiert. Die Darmflora besteht vor allem aus Bacteroides. Der nach 2 bis 12 Stunden Speicherzeit entstehende Blinddarmkot besteht etwa zur Hälfte aus unverdauten Nahrungsbestandteilen und Bakterien-Biomasse. Im Enddarm werden nun, abhängig von der Tageszeit, zwei verschiedene Sorten Kot produziert. Der vor allem in der Nacht gebildete und morgens ausgeschiedene Kot bleibt weich, er wird unmittelbar nach der Ausscheidung von dem Tier erneut gefressen, um die enthaltene Bakterienbiomasse und die bei der Fermentation entstehenden Vitamine, Aminosäuren und Proteine aufzunehmen. Dem tagsüber entstehenden Kot wird die Feuchtigkeit entzogen, es werden harte Kügelchen gebildet, die vom Tier ausgeschieden und nicht wieder aufgenommen werden. Der Vorgang wird Caecotrophie genannt.

### Fortpflanzung und Entwicklung
Weibliche Kaninchen haben keinen regelmäßigen Sexualzyklus. Saisonal und individuell kann der Zyklus stark variieren. Meist wechseln sich sieben bis zehn fruchtbare Tage mit ein bis zwei unfruchtbaren Tagen ab.
Während der fruchtbaren Zeit kann es jederzeit durch den Deckakt zu Eisprüngen kommen. Während des Deckens werden über einen Reflex Hormone freigesetzt, die nach etwa zwölf Stunden die Eisprünge (Ovulation) auslösen. Durch diesen Mechanismus treffen die Spermien, die noch einige Zeit im Uterus des Weibchens weiterleben, stets auf frische Eizellen.
Während der Rammelzeit kommt es zu Kämpfen, zumeist unter den Männchen. Bei diesen Auseinandersetzungen kommt es dazu, dass sich die Tiere gegenseitig Haarbüschel ausreißen, diese werden in der Jägersprache als Rammelwolle bezeichnet.
Die Paarungszeit hängt vom Verbreitungsgebiet ab. In Spanien liegt sie zwischen Herbst und Frühling, in Mitteleuropa zwischen Februar und Juli, auf der Südhalbkugel entsprechend in der anderen Jahreshälfte. Die Vermehrungsrate ist enorm: das Weibchen kann fünf bis sieben Würfe pro Jahr austragen, die Tragzeit beträgt zwischen vier und fünf Wochen und die Wurfgröße durchschnittlich fünf bis sechs, in Ausnahmefällen bis zu neun Jungtiere.
Für die Geburt legt das Weibchen einen eigenen Bau abseits vom Gemeinschaftsbau an, die sogenannte Setzröhre. Den Eingang verschließt es mit Gras und Blättern und scharrt Erde darüber. Neugeborene sind nackt und blind (Nesthocker) und wiegen rund 40 bis 50 Gramm. Nach zehn Tagen öffnen sie die Augen, mit drei Wochen verlassen sie erstmals die Setzröhre und nach vier Wochen werden sie von der Muttermilch entwöhnt. Obgleich sie schon früher geschlechtsreif werden, pflanzen sich die meisten Tiere erstmals in ihrem zweiten Lebensjahr fort.
Die Lebenserwartung liegt bei maximal neun Jahren, viele Tiere sterben aber schon in ihrem ersten Lebensjahr beziehungsweise überleben den ersten Winter nicht. Besonders Jungtiere werden oft von Beutegreifern oder wildernden Katzen und Hunden gegriffen, oder sie verhungern oder sterben an Krankheiten wie der Myxomatose oder der Chinaseuche.

### Natürliche Feinde und Krankheiten

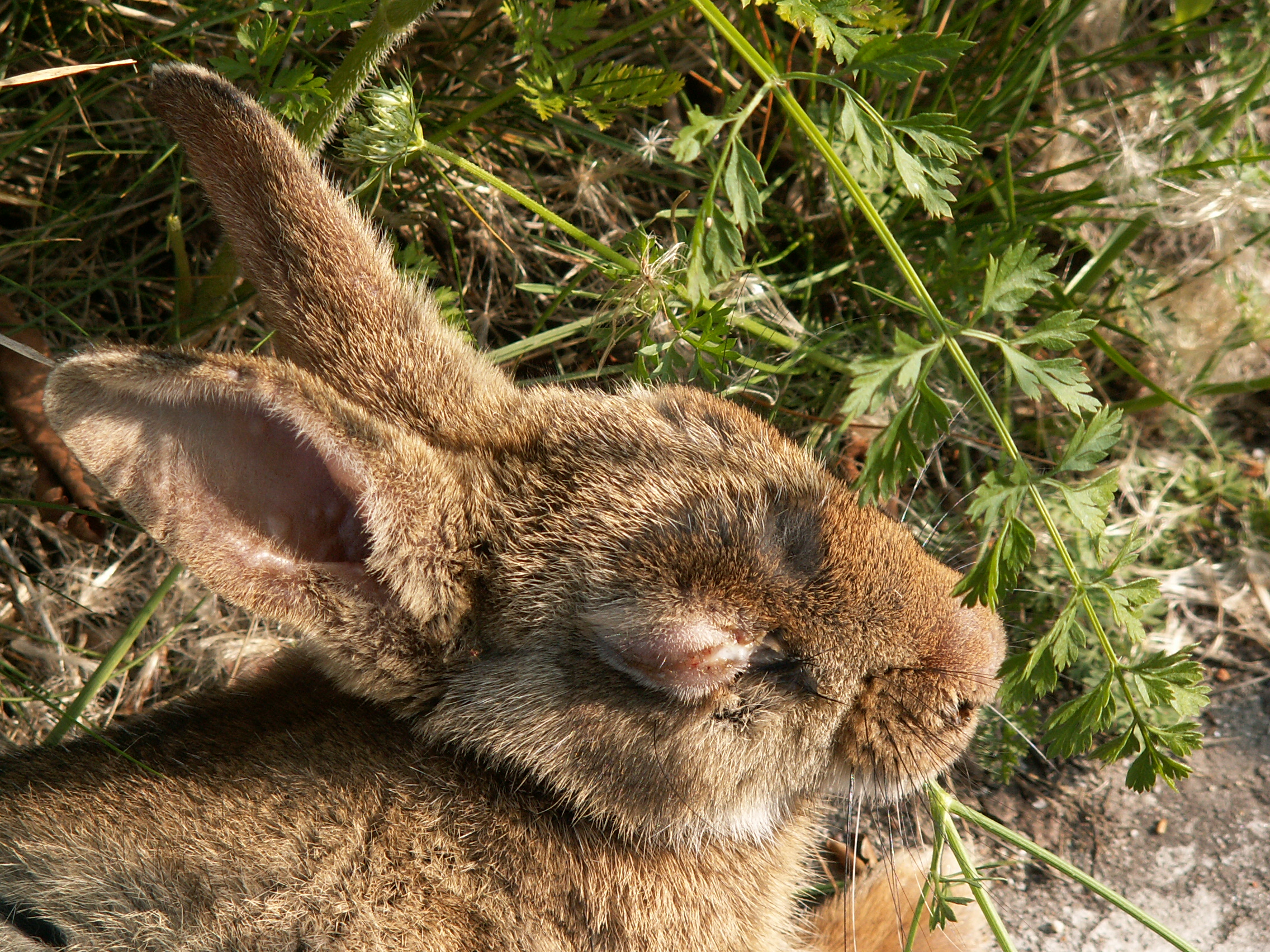
Kaninchen mit Lidschwellung aufgrund einer Myxomatose

Zu den natürlichen Prädatoren der Kaninchen zählen die Raubtiere Rotfuchs, Marder, Wiesel, Iltis, Hermelin, Luchse und Wölfe. Unter den Vögeln dezimieren Greifvögel, Eulen und größere Vertreter der Raben und Krähen den Bestand der Kaninchen etwas (Räuber-Beute-Beziehung).
Kaninchenbestände werden auch durch die Myxomatose, eine durch den Pockenerreger Leporipoxvirus myxomatosis ausgelöste Viruserkrankung, dezimiert. Das Virus führt zu einem starken Anschwellen der Schleimhäute, was erkrankten Kaninchen auch leicht anzusehen ist. Während die Sterblichkeit bei dieser Erkrankung jedoch nur bei 40 % bis 60 % liegt, hat sich das in den letzten Jahren gehäufte Auftreten der Chinaseuche (RHD, Rabbit hemorrhagic disease) mit einer Sterblichkeitsrate von 100 Prozent katastrophal auf die Bestände in ganz Mitteleuropa ausgewirkt.
Ein für Wildkaninchen typischer Ektoparasit ist die Kaninchenlaus Haemodipsus ventricosus.
Da in Australien natürliche Feinde der Kaninchen fehlen, führte das zu einer sehr starken Vermehrung und Nahrungskonkurrenz (intraspezifische Konkurrenz). Alle Regulierungsmaßnahmen (Zäune, Abschuss, Gift) blieben ohne Erfolg. Zur Bekämpfung der Kaninchenpopulation führte man deshalb 1951 das Myxomatosevirus ein. Die Tiere entwickelten jedoch nach etwa 20 Jahren eine Resistenz gegen das Virus. Es wurde dann 1995 ein anderes Virus, das Calicivirus, das die Chinaseuche auslöst, eingeführt, um die Population zu dezimieren.
Der französische Mikrobiologe und Hochschullehrer Paul-Félix Armand-Delille (1874–1963) war maßgeblich verantwortlich für die Beinaheausrottung der Wildkaninchen in Europa, mit weitreichenden Folgen etwa für den Bestand der Luchspopulation in Südspanien. Er hatte, um einer „starken Vermehrung“ auf seinem Landbesitz in Maillebois (Département Eure-et-Loir) entgegenzuwirken, am 14. Juni 1952 zwei Wildkaninchen mit einem brasilianischen Myxomatosevirusstamm, den er aus Lausanne hatte kommen lassen, infiziert.
In den darauffolgenden zwei Jahren verbreitete sich der Erreger der Myxomatose im gesamten Europa. Dies führte gewissermaßen zu einer ökologischen Katastrophe, da etwa die Wildkaninchen Beutetiere des Pardelluchs (Lynx pardinus) sind (siehe auch Räuber-Beute-Beziehung), dessen Population auch hierdurch stark dezimiert wurde.

## Systematik
Das Wildkaninchen wird als eigenständige Art und monotypische Gattung den Hasen (Leporidae) zugeordnet. Innerhalb der Art werden mit der Nominatform Oryctolagus cuniculus cuniculus, O. c. algirus, O. c. brachyotus, O. c. cnossius, O. c. habetensis und O. c. huxleyi sechs Unterarten unterschieden. Die wissenschaftliche Erstbeschreibung der Art durch Linnaeus 1758 im ersten Band der 10. Auflage von Systema Naturae als Lepus cuniculus. 1873 beschrieb Vilhelm Lilljeborg die Gattung Oryctolagus und ordnete die Art dort ein.
Auf der Basis von molekularbiologischen Daten wurde von Conrad A. Matthee et al. 2004 ein Kladogramm entwickelt, das die phylogenetischen Verwandtschaften der Gattungen innerhalb der Hasen zueinander darstellt. Demnach ist das Wildkaninchen die Schwesterart des im Bereich des im Himalaya verbreiteten Borstenkaninchens (Caprolagus hispidus) und bildet mit diesem ein Taxon. Diesem steht ein Taxon bestehend aus dem Buschmannhasen (Bunolagus monticularis) und dem Ryukyu-Kaninchen (Pentalagus furnessi) gegenüber, während die in Amerika lebenden Baumwollschwanzkaninchen (Sylvilagus) und das Zwergkaninchen (Brachylagus idahoensis) die Schwestergruppe dieser vier Arten darstellt.

## Wildkaninchen und Mensch

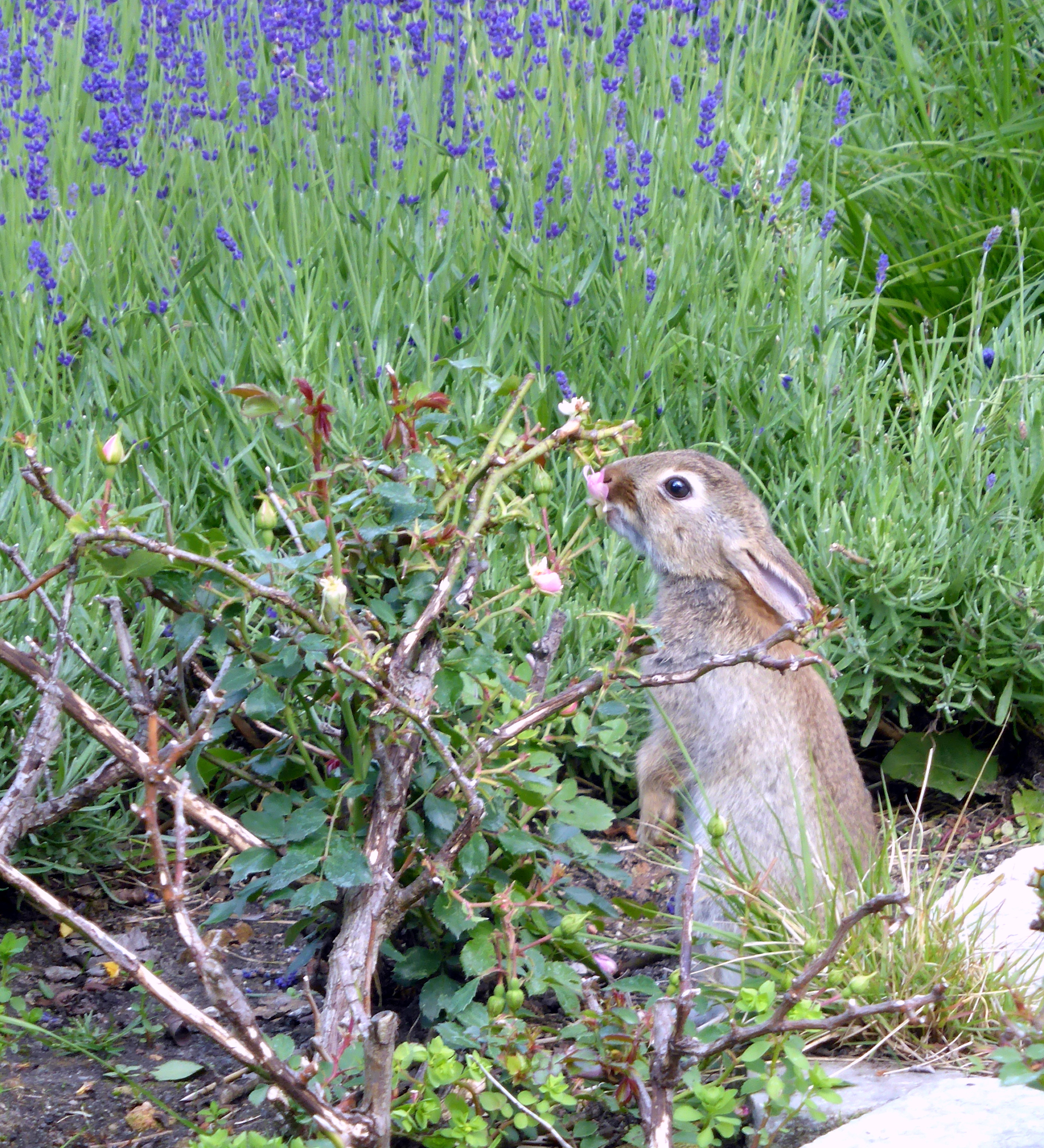
Wildkaninchen ernähren sich gerne von Knospen und jungen Pflanzen

Das Wildkaninchen ist die Stammform des domestizierten Hauskaninchens, welches sowohl als Nutztier zur Fleisch- und Pelzproduktion als auch als Heimtier gehalten wird.
Das Wildkaninchen wurde bereits in der Antike in verschiedenen Regionen des Mittelmeerraumes eingeführt. Die Zucht von Hauskaninchen begann wahrscheinlich in französischen Klöstern in der zweiten Hälfte des ersten Jahrtausends.
Kaninchen sind ein beliebtes Jagdwild für Fleisch und werden auch in Tierversuchen verwendet. Sie wurden in vielen Regionen eingeführt, in denen sie sich beträchtlich ausbreiteten und vielfach zur Plage wurden. Sie gefährden als Neozoen häufig die einheimische Fauna, zum Beispiel in Australien. Bei massenhaftem Auftreten verursachen sie teils erhebliche Wildschäden, indem sie Jungpflanzen, Sträucher und Feldfrüchte verbeißen. Häufig wird durch künstlich induzierte Krankheiten und Bejagung versucht, die Bestände in Grenzen zu halten.
In einigen deutschen Bundesländern sind die Bestände in der freien Landschaft stark zurückgegangen. Wildkaninchen leben vor allem noch in Parks, Gärten und Friedhöfen. In manchen Großstädten stellen Kaninchen auf den vorwiegend sandigen Böden in den Parks und Grünanlagen eine Plage dar. Sie werden dann teilweise bejagt, auch um gesundheitliche Probleme in großen Populationen zu vermeiden.

## Gefährdung und Schutz
Obwohl vor allem die in weiten Teilen Europas, Asiens und anderer Regionen in der ganzen Welt verbreitete Unterart Oryctolagus cuniculus cuniculus in vielen Lebensräumen und Gebieten als Plage angesehen wird, wird das Wildkaninchen von der International Union for Conservation of Nature and Natural Resources seit 2018 als 'gefährdet' eingestuft. Dies lässt sich darauf zurückführen, dass die Bestände der Art in ihrem ursprünglichen Verbreitungsgebiet auf der iberischen Halbinsel und in Nordafrika in den letzten Jahrzehnten stark abgenommen haben.
So wurden Rückgänge des Gesamtbestandes von 95 % seit 1950 sowie des Bestandes in Spanien um 80 % seit 1975 und des Bestandes in Portugal von 1995 bis 2002 um 24 % verzeichnet. Als Ursachen hierfür gelten vor allem Seuchen wie die oben genannten Myxomatose und Chinaseuche, der Rückgang geeigneter Lebensräume, sowie die Überbejagung durch den Menschen. In Deutschland ist der Bestand durch die genannten Seuchenzüge der letzten Jahre stark zurückgegangen. Das Kaninchen ist vielerorts verschwunden oder hat sich bei günstigen Umweltbedingungen stabilisiert. Die Jagd stellt in Regionen mit stabiler Population keine Gefährdung der Art dar.

## Kaninchen und Australien

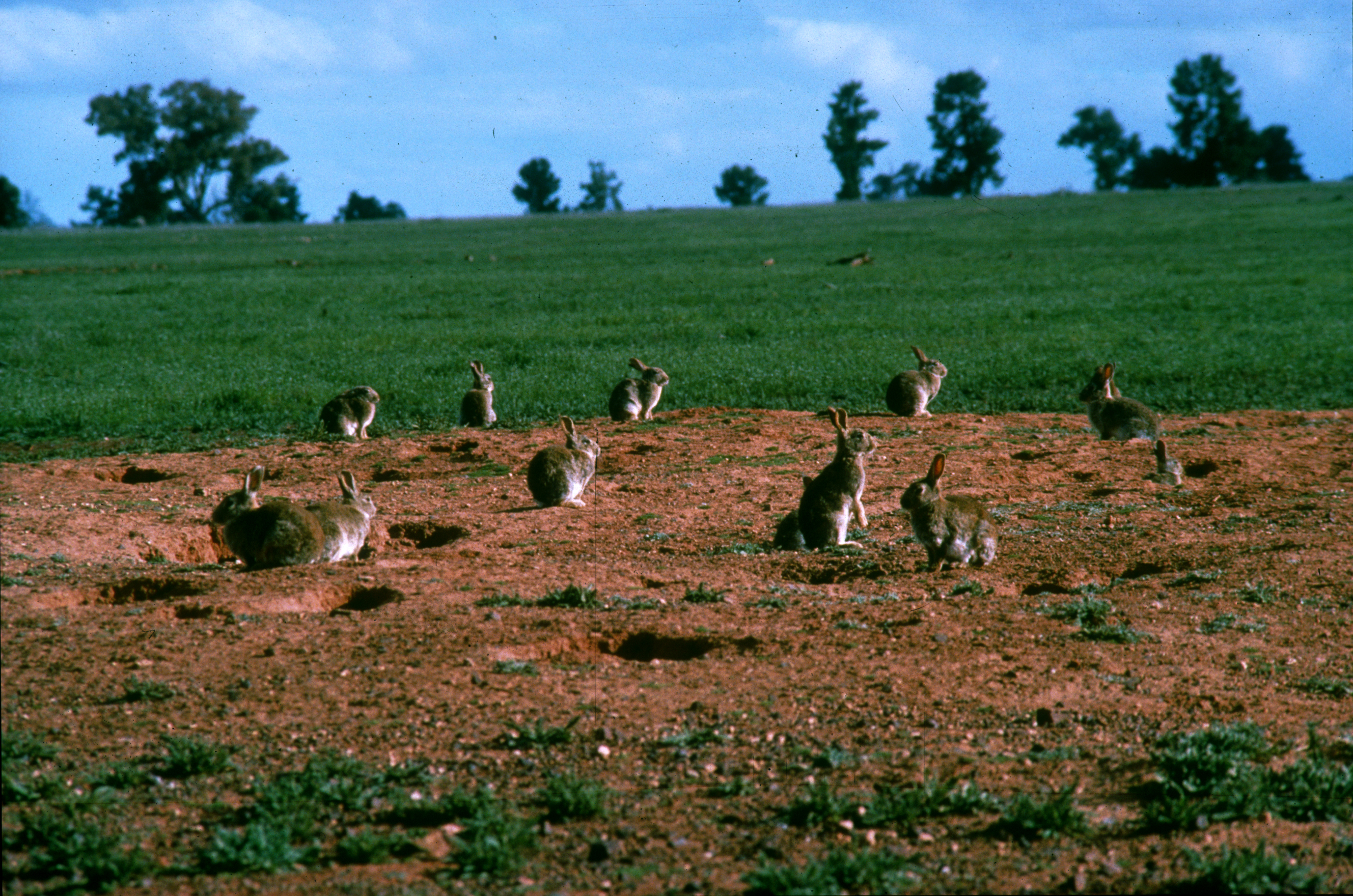
Wildkaninchen gelten in Australien als Plage

In Australien sind Kaninchen zur Plage geworden. Die ersten Exemplare kamen bereits 1788 nach Australien, bis 1859 sind 90 Importe bekannt. Dabei handelte es sich aber um Hauskaninchen, die sich nicht festsetzen konnten. Aber 1859 importierte Thomas Austin 24 Wildkaninchen aus dem Westen Englands auf sein Gut Winchelsea ca. 40 km westlich von Geelong. Diese vermehrten sich ungeheuer und hatten binnen 100 Jahren den Kontinent erobert. Genetische Untersuchungen von Kaninchen haben bestätigt, dass faktisch alle australischen Kaninchen von dieser kleinen Population abstammen.